# لانگا پوینت

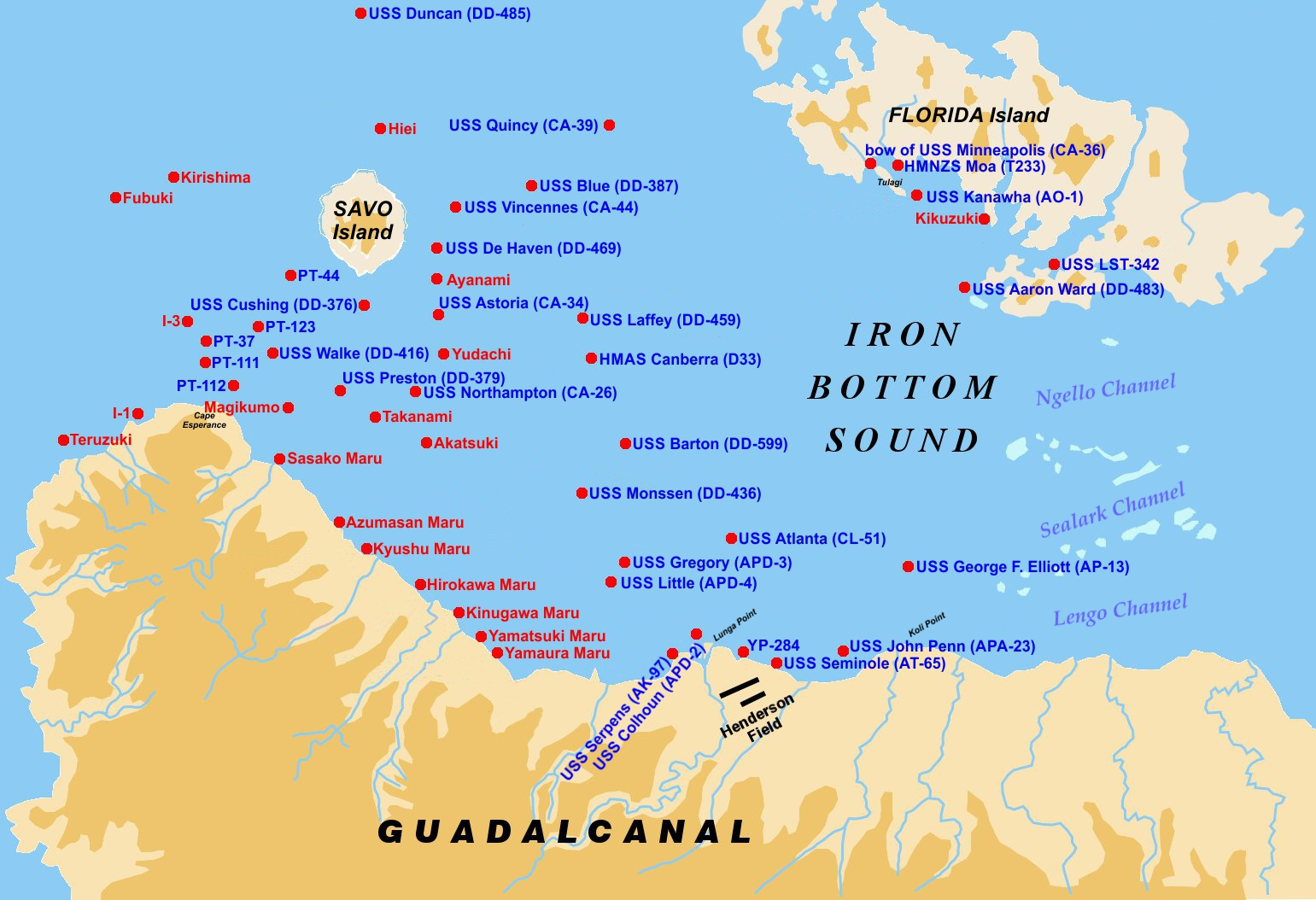
لونگا پوینت

لونگا پوینت (انگلیسی: Lunga Point) یک سنگپوز (دماغه) در ساحل شمالی گوادال‌کانال است، محل نبرد دریایی در طول جنگ جهانی دوم بود. این نام همچنین نام پروازگاه (فرودگاه) بود که بعداً هندرسون فیلد نام گرفت. .
یازده هزار سپاه تفنگداران دریایی ایالات متحده آمریکا در ۷ اوت ۱۹۴۲ در لونگا پوینت فرود آمدند تا قبل از عملیاتی شدن فرودگاه هوایی ساخته شده توسط نیروی دریایی امپراتوری ژاپن، آن را تصرف کنند. آغاز لشکرکشی گوادال‌کانال.